# Präsidentschaftswahl in Äthiopien 2007
Die Präsidentschaftswahl in Äthiopien 2007 war die erst zweite Wahl in der Geschichte Äthiopiens, in der das Staatsoberhaupt demokratisch gewählt wurde.
Die Präsidentschaftswahl fand in Äthiopien am 9. Oktober 2007 statt, als das äthiopische Parlament den bisherigen Amtsinhaber Girma Wolde-Giorgis von der Demokratischen Organisation der Oromo (Koalitionspartner in der Regierungskoalition EPRDF) für eine zweite Amtszeit von 6 Jahren wiederwählte. 
Er wurde zuvor von der Ersten Kammer, dem Bundeshaus (oder auch Föderationsrat) gewählt, dann erst durch das Unterhaus, dem Volksrepräsentantenhaus mit 430 Ja-Stimmen, 88 Gegenstimmen und 11 Enthaltungen.